# Вакэ-но Киёмаро
Вакэ-но Киёмаро (яп. 和気 清麻呂) (733—799) — японский вельможа, занимавший высокие придворные должности в Японии эпохи Нара. Родился в провинции Бидзэн (ныне Ваке) в знатной буддисткой семье. Несмотря на то, что буддизм в Японии тех лет пользовался всемерной поддержкой государства, его семья старалась отделять религию от политики. Вакэ-но Киёмару стал доверенным советником императора Камму, и использовал открывшиеся ему новые возможности для того, чтобы буддистская религия двигалась в том направлении, которое не позволило бы ей представлять угрозу для имперского правительства. Согласно Сёку нихонги, в 769 году он был послан в синтоистское святилище Уса-дзингу, чтобы получить божественное послание; в послании говорилось, что императором может быть только тот, кто происходит от богини Аматэрасу, и это опровергало предыдущее божественное послание, утверждавшее, что монах Докё должен стать следующим императором после императрицы Кокэн (позднее правившей под именем Сётоку). Это сообщение возмутило Докё, который использовал своё влияние на императрицу, чтобы издать указ, отправляющий Киёмаро в ссылку. Докё также приказал перерезать сухожилия на ногах Киёмаро, и только защита клана Фудзивара спасла его от смерти.
Однако в следующем году императрица Сётоку умерла. Её сменил император Конин, который в свою очередь сослал Докё в провинцию Симоцукэ и не только отозвал Ваке-но Киёмаро из ссылки, но и назначил его одновременно кокуси (губернатором) провинции Бидзэн и Удайдзином (младшим государственным министром). В следующем году он обратился к губернатору Дадзайфу с просьбой направить чиновников в Уса для расследования обвинений в «мошенничестве с оракулами»; в своём последующем докладе Ваке-но Киёмаро заявил, что из пяти проверенных оракулов два оказались мошенниками. В результате правительство освободило Уса-но Икэмори от должности главного жреца и заменило его на ранее опального Ога-но Тамаро. После этого Ваке-но Киёмаро вернулся в столицу. Он оставался доверенным советником императора Камму. Весной 793 года он убедил императора отказаться от затянувшегося строительства столицы в Нагаоке, и вместо этого искать другое место на северо-востоке, в Хэйан-кё (современный Киото).
Его портрет был напечатан на купюрах в 10 иен, выпущенных в 1888 году.